# Odontestra pseudosubgothica
Odontestra pseudosubgothica är en fjärilsart som beskrevs av Emilio Berio 1964. Odontestra pseudosubgothica ingår i släktet Odontestra och familjen nattflyn. Inga underarter finns listade i Catalogue of Life.